# Herøysund
Herøysund is een plaats in de Noorse gemeente Kvinnherad, provincie Vestland. Herøysund telt 389 inwoners (2007) en heeft een oppervlakte van 0,51 km².
Dimmelsvik · Herøysund · Husnes · Rosendal · Sæbøvik · Seimsfoss · Sunde/Valen · Uskedal